# Blasphemous (відеогра)
Blasphemous (укр. Богохульний) ― відеогра у жанрі action-платформера та метроідванії, розроблена іспанською ігровою студією The Game Kitchen і випущена Team17 для платформ Microsoft Windows, Nintendo Switch, PlayStation 4 i Xbox One 10 вересня 2019 та для macOS та Linux 21 вересня 2020 року.

## Геймплей

Локація у Кустодії

Гра розгортається в вигаданій країні Кустодії. Головний герой гри — Спокутник — воїн в масці та, що дав обітницю мовчання. Впродовж гри Спокутник стинається з ворогами, за допомогою свого меча «Mea Culpa» (ісп. Моя провина)
Він може битися, атакуючи їх на близькій відстані, або застосовуючи Молитви, які можна вивчати протягом гри. Вбиваючи ворогів рукопашними атаками, гравець отримує Ревність, яка витрачається на Молитви. Кожен ворог має певну періодичність атаки, яку гравці повинні засвоїти, щоб ухилитися від них і уникнути ушкоджень. Деякі атаки противника можна парирувати, заблокувавши їх в потрібний момент, залишаючи ворогів уразливими і дозволяючи Спокутнику контратакувати їх, збільшуючи шкоду. При отриманні удару запас здоров'я головного героя знижується, але його можна відновити, використавши Фляги з жовчю, на кшталт «естуса» у серії ігор Dark Souls.
Перемоги над ворогами дають гравцеві Сльози покаяння, внутрішньоігрову валюту, яку можна витратити у торговця, щоб покращити персонажа та отримати певні предмети, що допоможуть збільшити максимальне здоров'я Спокутника, його Ревність та кількість Фляг з жовчю. Досліджуючи світ, взаємодіючи з NPC та виконуючи побічні квести, можна знайти кілька предметів, які, будучи спорядженими, нададуть бонуси до характеристик, частково зменшать або зведуть нанівець певні типи шкоди чи нададуть доступ до недоступних раніше локацій Кастодії. Є також предмети колекціонування у вигляді кісток, які можна доставити в певне місце на карті, щоб отримати нагороду, і Діти Місячного світла — ангели, які потрапили в пастку, але яких можна звільнити.
Є кілька контрольних точок у формі вівтарів, розташованих у кількох областях карти світу. Герой може відпочити на цих контрольних точках, щоб повністю відновити своє здоров'я та поповнити всі використані жовчні фляги, зберегти свій прогрес і спорядити певні предмети, але це призведе до відродження всіх раніше вбитих ворогів (за винятком босів).
Спокутник помре, якщо його здоров'я буде повністю вичерпано, або якщо він впаде на шипи чи в бездонну яму. Після смерті він відродиться на останньому відвідуваному вівтареві, а на місці його смерті (або поблизу нього, якщо він був убитий шипами чи падінням) з'явиться Фрагмент провини. Гравцю буде знижено максимально можливий рівень Ревності, а також він отримуватиме меншу кількість Ревності та Сліз покаяння від ворогів, доки Фрагмент провини не буде повернено, досягнувши місця його розташування та взаємодіючи з ним. Крім того, існують певні моменти, де ці обмеження можна усунути за певну плату.

## Сюжет

### Середовище та персонажі
Сюжет гри розгортається в Кустодії, релігійній країні, на образ якої сильно вплинув римо-католицизм, його іконографія, Страсний тиждень в Іспанії та іспанська культура, зокрема іспанський регіон Андалусія . Ця країна освячена силою, відомою як «Диво». Ця сила проявляється дивними й часто жорстокими способами, іноді благословляючи, а іноді проклинаючи жителів Кустодії, перетворюючи їх на спотворених чудовиськ.
Головний герой — Спокутник, єдиний уцілілий із Братства Тихої Скорботи (має таку назву, бо його члени дали обітницю мовчання). Він носить маску та гостроверхий шолом, огорнений терновим вінцем, а його меч прикрашений трояндовими шипами. Під час свого паломництва він зустрічає таких персонажів, як Деограсіас, який присутній у кількох ключових моментах історії та діє як оповідач у грі; Реденто, паломник, який йде зі схиленою спиною та зв'язаними руками як формою покаяння; Канделарія, стара торговка, яка продає різні предмети; і Вірідіана, яка пропонує гравцеві допомогу в боях з босами. Існує правляча Церква на чолі з Його Святістю Ескрібаром, який відродився як Останній Син Чуда задовго до подій гри та встановив тиранічне правління.

### Дія

#### Основний сюжет
Після винищення Братства Тихої Скорботи за наказом Його Святості Ескрібара, Спокутник воскресає завдяки втручанню Чуда. Він знаходить Деограсіаса, який розповідає йому про Колиску Страждання, священну реліквію, пошук якої стає його місією, та Три Приниження, які він повинен здійснити, щоб вважатися гідним її отримати. Він також дає Спокутнику шип, який зростатиме, коли герой проходитиме додаткові підземелля, і це вплине на фінал.
Спокутник мандрує різними місцями Кустодії, зокрема занепалим містом Альберо, сніговими пагорбами, де в'януть оливкові дерева, та підземною Оскверненою палатою. Він завершує Три Приниження, кожне з яких передбачає перемогу над володарями земель, щоб отримати Святі рани Виснаження, Каяття та Спокути від трьох Святих Образів-Охоронців. Під час подорожі лунає голос Ескрібара, який розповідає свою передісторію: Ескрібар відвернув свій трон від пастви, вважаючи, що Чудо покинуло її. Поступово Чудо перетворило Ескрібара на величезне дерево, яке одного дня раптово спалахнуло, залишивши по собі величезну купу попелу, на вершині якої стояв трон Ескрібара. Чудо змусило незліченну кількість людей спробувати піднятися на гору, але всі вони зазнали невдачі, поглинуті попелом. Потім вони вийшли з попелу як божевільні звірі (вороги в грі), прокляті виконувати таємничу волю Чуда. Одним із них став і Ескрібар, який відродився як Останній Син Чуда.
Після перемоги над Ездрою з Помазаного легіону на мосту Трьох Голгоф, Спокутник входить до Матері Матерів, величезного собору, де знаходяться Ескрібар і Колиска Страждань. Піднявшись на вершину собору, Спокутник перемагає Його Святість. Ескрібар вступає в бій ще раз, відкриваючи свою справжню форму, але знову зазнає поразки. Потім Спокутник знаходить гору попелу, де Деогракіас заохочує його піднятися на неї та досягти Колиски Страждання.
Якщо гравець не пройшов усі необов'язкові підземелля та не виростив шип до його остаточної форми, Спокутник тоне в попелі. Лишається тільки його маска, яку Деограсіас піднімає та кладе поруч із таких же масок, оголошують каяття головного героя закінченим. Якщо ж гравець завершив підземелля та повністю виростив шип, Спокутник досягає трону Ескрібара на вершині попільної гори, сідає там і пронизує себе власним мечем. Його тіло перетворюється на дерево, і люди Кустодії поклоняються йому як новому Останньому Сину Чуда. У сцені після титрів Крісанта (одна з проміжних босів і виконавиця винищення Братства Тихої Скорботи) знову з'являється і виймає «Mea Culpa» з тіла Спокутника.

#### Доповнення
- DLC «Wounds of Eventide» додає новий фінал, якщо виконати певні умови. Розпочавши заново після досягнення фіналу, Спокутник може отримати доступ до гробниці Перпетви, крилатої жінки-воїна, яка зустрічається як мінібос в оригінальній грі. Цілковита відданість Спокутника своїй місії переконує її допомогти йому розгадати правду. Даючи скапулярій своєму братові Ездрі, вона доручає йому допомогти Спокутнику, впустивши до в'язниці Вигнанця, четвертого Святого Охоронця. За те, що він дізнався правду, що стоїть за Чудом, його затаврували зрадником і ув'язнили три його брати та вирвали очі. Допомагаючи Вигнанцю повернути очі, Спокутник отримує покращений меч, який розкриває йому, що Крісанта була поневолена Вищими Волями, справжніми натхненниками Чуда. Герой звільняє Крісанту від контролю Вищих Воль, а вона дарує йому Священну Рану Зречення, яка в поєднанні з іншими трьома Святими ранами дозволяє йому потрапити в царство Вищих Воль. За допомоги Крісанти Спокутник ще раз бореться з Останнім Сином Чуда та перемагає його остаточно. Двоє героїв тепер протистоять Вищим Волям, трійці людських облич з єдиним розумом, які постійно плачуть золотими сльозами. З'явившись у результаті віри кустодіанів, вони створили Чудо у відповідь на благання юнака, який згодом став Скрученим, месіанською фігурою у кустодіанській вірі. Вищі Волі експлуатують почуття провини й бажання кустодіанів покаятися, використовуючи Чудо як засіб, щоб зібрати людську віру для власного безсмертя та слави. Після перемоги над Вищими Волями Спокутник, який лишався живий лише завдяки силі Чуда, нарешті помирає, а Деогракіас і Крісанта ховають його тіло. У сцені після титрів із хмар у Кустодію спускається зародок людиноподібної фігури.
- У DLC «Stir of Dawn» Спокутник може за бажанням зустрітися з Джібраелем під час проходження нової гри. Відшукування Джібраеля в різних місцях дозволить йому зіграти на горні, звільняючи кришталеві саркофаги аманецідок — чотирьох жінок, створених Чудом із величезної пристрасті Лаудес, що шанувала Скрученого більше за саме Чудо. Вищі Волі покарали Лаудеса, запечатавши її та аманецідок як немертвих воїнів, що пробудяться тільки горном Джібраеля. Після перемоги над аманецідками Джібраель може розбудити Лаудес, яка бореться зі Спокутником. Лаудес потім помирає, а Джібраель, який, мабуть, любив Лаудес за життя, так само може упокоїтися.
- У DLC «Strife and Ruin», перехресній події з Bloodstained: Ritual of the Night, Спокутник зустрічає Міріам, головну героїню тієї гри, яка потрапила в Кустодію за примхою Чуда. Спокутник має можливість допомогти їй, знайшовши осколки кристалів, розкидані по всій Кустодії, щоб відремонтувати портал, який відправить її назад. Щоб повернути кожен осколок, потрібно подолати складні смуги перешкод, кожна наступна складніша за попередню. Отримавши осколки, Міріам зможе повернутися додому, але в подяку дає героєві потужну молитву, яка дозволяє прикликати її образ у битви.

## Розробка
Креативний директор Енріке Кабеза сказав, що релігійне мистецтво та іконографія Севільї, найбільше вплинули на історію та дизайн Blasphemous. Кабеза також згадав іспанських та неіспанських художників, які вплинули на сетинг гри, а саме: Бартоломе Естебан Мурільйо, Марсело Х. дель Пілар, Хуан Луна, Франсиско Гойя, Хусепе де Рібера, Дієго Веласкес та Франсиско де Сурбаран, особливо відзначаючи значне натхнення з «Ходи флагелянтів» Гойї.

## Оцінки, нагороди і критика
За даними агрегатора рецензій Metacritic, Blasphemous отримала «загалом схвальні» відгуки. Гра здобула похвалу за свій візуальний стиль, механіку боїв, битви з босами та пропрацьований ігровий світ, тоді як критика була озвучена щодо дизайну рівнів, їхньої складності та темпу гри.
У 2021 році GQ España назвав Blasphemous однією з найкращих ігор, створених в Іспанії.
Гра отримала нагороди за «Найкращу іспанську розробку» та «Інді-гру року» на церемонії вручення нагород Titanium Awards 2019

### Продажі
2 березня 2021 року The Game Kitchen і Team 17 оголосили, що Blasphemous досягнув позначки в 1 мільйон гравців на всіх платформах.

### Фізичне видання
29 червня 2021 року The Game Kitchen і Team 17 випустили Blasphemous Deluxe Edition для Xbox One, Playstation 4 і Nintendo Switch.
Deluxe Edition містить фізичну копію Blasphemous, наклейки, постер Кустодії, цифровий комікс, цифровий 195-сторінковий артбук, 32-доріжковий цифровий саундтрек і два бонусних скіни для Спокутника.

## Продовження
Було оголошено, що друга частина франшизи вийде десь у 2023 році.
1. 1 2 3 4 5 6 7 8 9 10  Steam — 2003.
2. ↑  The creator of brutal platformer Blasphemous, out this week on PS4, reveals its real-world inspirations. Playstation.Blog. 9 вересня 2019. Процитовано 16 липня 2020.
3. 1 2  McMullan, Thomas (7 жовтня 2019). How Video Game 'Blasphemous' Embraces the Catholic Gothic Tradition. Frieze. Frieze. Процитовано 14 січня 2020.
4. ↑  Abadíe, Borja (29 липня 2021). Los mejores videojuegos españoles de la historia. GQ España. Архів оригіналу за 6 серпня 2021.
5. ↑  Titanium Awards 2019. Fun & Serious Game Festival. 9 березня 2017. Архів оригіналу за 21 листопада 2019. Процитовано 26 листопада 2019. [Архівовано 2019-07-07 у Wayback Machine.]
6. ↑  Ganadores de los premios Titanium del Fun & Serious 2019. Generación Xbox (ісп.). 10 грудня 2019. Процитовано 10 грудня 2019.
7. ↑  Over a million people played Blasphemous. Destructoid (en-CA) . 2 березня 2021. Процитовано 28 липня 2021.
8. ↑  Wilson, Mike (7 квітня 2021). Physical Deluxe Edition of Soulslike 'Blasphemous' Arrives This June; New Making-of Documentary Announced. Bloody Disgusting! (амер.). Процитовано 3 серпня 2021.
9. ↑  @BlasphemousGame (7 вересня 2021). Suscipe, Pater Retortus, orationem nostram.Fac ut frons sine nomine culpabilissima convertur nobiscumque ibit.Q… (Твіт) — через Твіттер.